# حد قرار
حدود القرار أو سطح القرار في مشكلة التصنيف الإحصائي التي تحتوي على فئتين هو سطح فائق يقسم فضاء المتجه الأساس إلى مجموعتين، واحدة لكل فئة. سيقوم المصنف بتصنيف جميع النقاط الموجودة على جانب واحد من حدود القرار بأنها تنتمي إلى فئة واحدة وجميع النقاط الموجودة على الجانب الآخر بأنها تنتمي إلى الفئة الأخرى. حدد القرار هي منطقة مساحة المشكلة التي تكون فيها تسمية الإخراج للمصنف غامضة. إذا كان سطح القرار سطح فائق ، فإن مشكلة التصنيف تكون خطية، وتكون الفئات فصولة (قابلة للفصل) خطيًا.